# Vierge Lehman
La Vierge à l'Enfant dite Vierge Lehman est une peinture à la détrempe sur panneau de la Vierge à l'Enfant réalisée vers 1470 par le peintre vénitien de la Renaissance Giovanni Bellini. Elle fait partie de la collection du Metropolitan Museum of Art de New York.

## Description
Cette première œuvre de Bellini démontre l'influence de son beau-frère, l'artiste padouan Andrea Mantegna. Les gourdes de couleur orange dans la guirlande suspendue derrière la tête de la Vierge symbolisent la Résurrection ; le fruit à droite pourrait être une cerise, représentant l'Eucharistie (Sainte Communion) ou une pomme, représentant la Chute de l'Homme dans le Jardin d'Éden. La gourde de gauche a été identifiée par Levi d'Ancona comme une poire baumière.

## Provenance
Le tableau a été enregistré à la Villa San Mauro, à Rieti, en Italie en 1911 et a été acquis par le banquier Philip Lehman en juin 1916. Son fils Robert l'a légué en 1975 avec sa collection au Metropolitan Museum of Art de New York, où il fait toujours partie des collections.
En 2018, la peinture n'est pas exposée dans le musée.